# Moralillo, Castillo de Teayo
Moralillo är en ort i Mexiko.   Den ligger i kommunen Castillo de Teayo och delstaten Veracruz, i den sydöstra delen av landet, 210 km nordost om huvudstaden Mexico City. Moralillo ligger 98 meter över havet och antalet invånare är 112.
Terrängen runt Moralillo är kuperad åt sydväst, men åt nordost är den platt. Runt Moralillo är det ganska tätbefolkat, med 78 invånare per kvadratkilometer. Närmaste större samhälle är Álamo, 14,3 km norr om Moralillo. Trakten runt Moralillo består till största delen av jordbruksmark.